# Holiday Magazine
Pour les articles homonymes, voir Holiday.

Holiday est un magazine mensuel américain de voyage diffusé de 1946 à 1977. Relancé en 2014 à Paris, France, il est publié deux fois par an en langue anglaise.

## Historique
Publié initialement par The Curtis Publishing Company (en), la diffusion d'Holiday augmenta petit à petit jusqu'à avoir plus d'un million d'abonnés à son apogée. À l'origine de cet engouement, Ted Patrick, remarquable publicitaire notoirement connu pour avoir embauché quelques-uns des plus grands écrivains (comme Jack Kerouac, Ernest Hemingway, Arthur C. Clarke, ou John Steinbeck,) et photographes (comme Henri Cartier-Bresson ou Robert Capa), en leur donnant carte blanche (ainsi qu'un généreux budget) pour interpréter leurs sujets librement de la manière qu'ils souhaitaient. 
Alors que le magazine souffre d'une diffusion en baisse dans les années 1970, Curtis vend Holiday à une maison d'édition concurrente, propriétaire du magazine Travel, et les deux publications fusionnent pour former Travel Holiday (en) en 1977. 
Holiday est relancé sous forme semestrielle en avril 2014 par l'Atelier Franck Durand, un studio de direction artistique basé à Paris, avec Marc Beaugé et Franck Durand, respectivement rédacteur en chef et directeur artistique du magazine. Cette nouvelle formule veut rester fidèle au style original du magazine avec une touche de mode,,.